# Mattias Glavå
Mattias Glavå, född 2 januari 1973,och uppvuxen i Värnamo, är en svensk musikproducent från Göteborg som bland annat har arbetat tillsammans med Broder Daniel, Håkan Hellström, Franke, Dungen, Anna Järvinen och senast med Dolces debutalbum "Av liv och grönska". Han äger musikstudion Kungsten Studios i Göteborg. Mattias produktioner är kända för ett ljudlandskap som blandas av svensk vistradition och mjuka elektroniska melodier.

## Diskografi som producent

### Album
- 1997 - Moments (Blue for Two)
- 1998 - Broder Daniel Forever (Broder Daniel)
- 2000 - Granada (Granada)
- 2000 - Känn ingen sorg för mig Göteborg (Håkan Hellström)
- 2002 - Stadsvandringar (Dungen)
- 2002 - Takes a Lot of Walking (Granada)
- 2003 - Cruel Town (Broder Daniel)
- 2003 - Memories of Enemies (Whyte Seeds)
- 2003 - Slow Motions (Whyte Seeds)
- 2003 - 39 Minutes of Bliss (In an Otherwise Meaningless World) (Caesars, endast mastering)
- 2004 - Douglas Heart (Douglas Heart)
- 2005 - Ett kolikbarns bekännelser (Håkan Hellström, endast inspelning)
- 2006 - Elefanten (Sonores)
- 2007 - Jag fick feeling (Anna Järvinen)
- 2009 - Det krävs bara några sprickor för att skapa ett mönster (Franke)
- 2009 - Compass (Bye Bye Bicycle)
- 2009 - Man var bland molnen (Anna Järvinen, endast mixning)
- 2010 - European (Sambassadeur)
- 2010 - Legender (Autisterna)
- 2011 - Anna själv tredje (Anna Järvinen)
- 2012 - Nature (Bye Bye Bicycle)
- 2012 - Maraton (Alina Devecerski, endast mixning)
- 2015 - Flyktligan (Joel Alme)
- 2015 - Allas Sak (Dungen)
- 2023 - Domedagsdrömmar (Junior Brielle)

### Singlar
- 2000 - "Amazing It Seems" (Granada)
- 2000 - "Living on video" (Fidget)
- 2000 - "Känn ingen sorg för mig Göteborg" (Håkan Hellström)
- 2000 - "Ramlar" (Håkan Hellström)
- 2000 - "Sister" (Granada)
- 2001 - "En vän med en bil" (Håkan Hellström)
- 2001 - "Nu kan du få mig så lätt" (Håkan Hellström)
- 2002 - "Stadsvandringar" (Dungen)
- 2002 - "Solen stiger upp" (Dungen)
- 2003 - "When We Were Winning" (Broder Daniel)
- 2003 - "Shoreline" (Broder Daniel)
- 2003 - "Jag vill va' som du" (Dungen)
- 2004 - "What Clowns Are We" (Broder Daniel)
- 2006 - "Coastal Affairs" (Sambassadeur)
- 2008 - "Stockholm" (Vapnet)
- 2008 - "Plötsligt händer det inte" (Vapnet)
- 2012 - "Flytta på dej" (Alina Devecerski, endast mixning)